# Brusnice (rod)
Brusnice (Vaccinium) je rod keřů nebo nízkých keřů náležící do čeledi vřesovcovité. Plody mnoha druhů jsou zdrojem potravy zvířat i lidí a předmětem obchodního zájmu. Tak jako mnoho jiných rostlin z této čeledi jsou omezeny na kyselé humózní půdy vřesovišť, rašelinišť nebo i kyselými průmyslovými emisemi nasycené svahy hor a většinou také závislé na mykorhize.
K nejznámějším brusnicím patří brusnice borůvka a brusnice brusinka.

## Rozšíření
Rod obsahuje asi 450 druhů, které se nacházejí především v chladnějších oblastech severní polokoule a v tropických horách.

## Etymologie
Výraz brusnice se s malými obměnami vyskytuje i v ostatních slovanských jazycích (např. polsky brusznica, rusky brusníka, slovinsky / chorvatsky brùsnica). Praslovanské brusьnica se spojuje s litevským brùknė či lotyšským bruklene téhož významu. Tato paralela dále ukazuje na souvislost s praslovanským brusiti (brousit), resp. s litevským braũkti (odírat, drhnout) – podle toho, že plody se češou, odírají najednou ve větším množství (např. při česání hřebenem).
Název Vaccinium býval používán v latině pro typ bobule (asi brusnice borůvka), ale konečný tvar je obskurní, nemá nic společného s vaccinum („kravský“). Může však být odvozeno od latinského slova bacca bobule.

## Popis
Tyto rostliny vyžadují kyselou půdu a jako divoké rostliny rostou na přírodním stanovišti omezeném nízkým pH půdy – například vřesoviště, bažina a kyselé lesní půdy. Rostlinné struktury se liší mezi druhy – některé jsou nízké keře, jiné jsou větší keře vysoké 1–3 m. Plody jsou obvykle zářivě barevné, často červené nebo namodralé s fialovou šťávou.

## Použití
Brusnice se používají jako okrasné či ovocné dřeviny, význam mají i v lidovém léčitelství. Plody některých druhů brusnice se využívají jako pochutiny (brusnice borůvka, brusnice brusinka, klikva velkoplodá, klikva bahenní).
Brusnice jsou potravou housenek drobné můry pernatušky různožravé (Amblyptilia acanthadactyla).

## Taxonomie
Taxonomie rodu je stále předmětem bádání. Mnoho asijských druhů je blízce příbuzných s Agapetes, více než s jinými druhy rodu brusnice. Druhá skupina zahrnuje nejvíce druhy Orthaea a Notopora  a alespoň některé druhy Gaylussacia (Borůvkovec) a řadu druhů z Vaccinium, jako např. Vaccinium crassifolium. Jiné druhy tvoří další skupiny, někdy spolu s rostlinami jiných rodů.

## Podrody

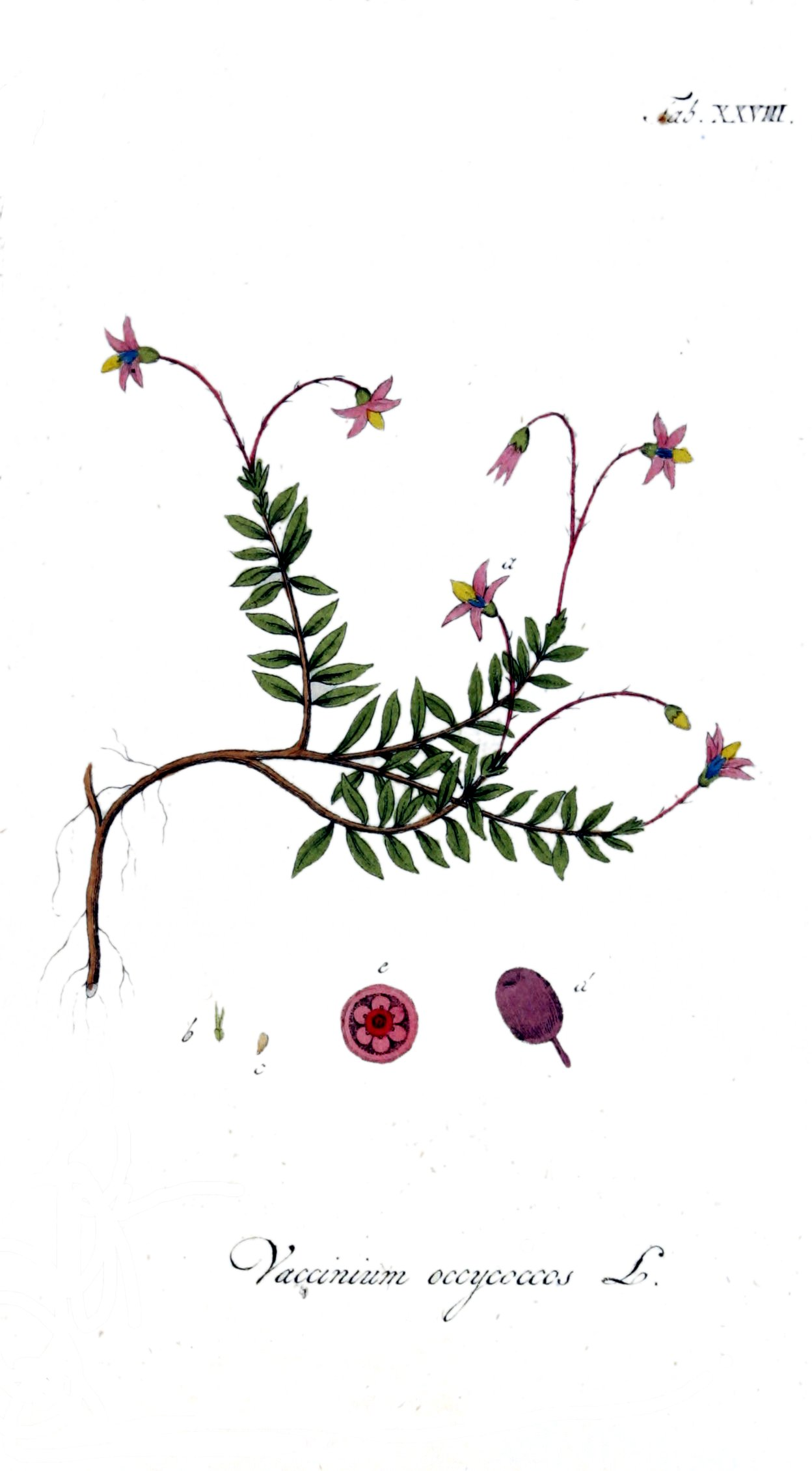
Vaccinium oxycoccos, jeden z druhů brusnice

Již zastaralá[zdroj?] klasifikace, která předcházela metodám molekulární fylogeneze, rozdělovala brusnice (Vaccinium) do podrodů a několika sekcí:
Podrod Oxycoccus: Brusnice se štíhlými ohebnými, pevnými, zelenými nezdřevnatělými výhony. Současná botanika zařazuje Oxycoccus jako samostatný rod klikva.[zdroj?]
1. sekce Oxycoccus
  - Vaccinium macrocarpon – klikva velkoplodá (Oxycoccus macrocarpus)
  - Vaccinium microcarpum – klikva maloplodá (Oxycoccus microcarpus)
  - Vaccinium oxycoccos – klikva bahenní (Oxycoccus palustris)
2. sekce Oxycoccoides
  - Vaccinium erythrocarpum

Podrod Vaccinium: Všechny ostatní druhy, se silnějšími, přímými a dřevitými výhony a zvonkovitými květy.
1. sekce Batodendron
  - Vaccinium arboreum – anglicky farkleberry[e 3]
  - Vaccinium crassifolium
2. sekce Brachyceratium
  - Vaccinium dependens
3. sekce Bracteata
  - Vaccinium acrobracteatum
  - Vaccinium barandanum
  - Vaccinium bracteatum
  - Vaccinium coriaceum
  - Vaccinium cornigerum
  - Vaccinium cruentum
  - Vaccinium hooglandii
  - Vaccinium horizontale
  - Vaccinium laurifolium
  - Vaccinium lucidum
  - Vaccinium myrtoides
  - Vaccinium phillyreoides
  - Vaccinium reticulatovenosum
  - Vaccinium sparsum
  - Vaccinium varingifolium
4. sekce Ciliata
  - Vaccinium ciliatum
  - Vaccinium oldhamii
5. sekce Cinctosandra
  - Vaccinium exul
6. sekce Conchophyllum
  - Vaccinium corymbodendron
  - Vaccinium delavayi
  - Vaccinium emarginatum
  - Vaccinium griffithianum
  - Vaccinium meridionale
  - Vaccinium moupinense
  - Vaccinium neilgherrense
  - Vaccinium nummularia
  - Vaccinium retusum
7. sekce Cyanococcus
  - Vaccinium angustifolium
  - Vaccinium boreale
  - Vaccinium caesariense
  - Vaccinium corymbosum – brusnice chocholičnatá (kanadská borůvka)
  - Vaccinium darrowii
  - Vaccinium elliottii
  - Vaccinium formosum
  - Vaccinium fuscatum
  - Vaccinium hirsutum
  - Vaccinium koreanum
  - Vaccinium myrsinites
  - Vaccinium myrtilloides
  - Vaccinium pallidum – anglicky Blue Ridge blueberry[e 4]
  - Vaccinium simulatum
  - Vaccinium tenellum
  - Vaccinium virgatum (syn. V. ashei)
8. sekce Eococcus
  - Vaccinium fragile
9. sekce Epigynium
  - Vaccinium vacciniaceum
10. sekce Galeopetalum
  - Vaccinium chunii
  - Vaccinium dunalianum
  - Vaccinium glaucoalbum
  - Vaccinium urceolatum
11. sekce Hemimyrtillus
  - Vaccinium arctostaphylos
  - Vaccinium cylindraceum
  - Vaccinium hirtum
  - Vaccinium padifolium
  - Vaccinium smallii
12. sekce Myrtillus
  - Vaccinium calycinum Sm. – havajsky Ōhelo kau laʻau (Havaj)
  - Vaccinium cespitosum
  - Vaccinium deliciosum
  - Vaccinium dentatum Sm. – havajsky Ōhelo (Hawaiʻi)
  - Vaccinium membranaceum
  - Vaccinium myrtillus – brusnice borůvka
  - Vaccinium ovalifolium (syn. V. alaskaense)
  - Vaccinium parvifolium
  - Vaccinium praestans – rusky Красника [krasnika]
  - Vaccinium reticulatum Sm. – havajsky Ōhelo ʻai (Hawaiʻi)
  - Vaccinium scoparium
13. sekce Neurodesia
  - Vaccinium crenatum
14. sekce Oarianthe
  - Vaccinium ambyandrum
  - Vaccinium cyclopense
15. sekce Oreades
  - Vaccinium poasanum
16. sekce Pachyanthum
  - Vaccinium fissiflorum
17. sekce Polycodium
  - Vaccinium stamineum L. (syn. V. caesium) – anglicky deerberry (Východní Severní Amerika)[e 5]
18. sekce Pyxothamnus
  - Vaccinium consanguineum
  - Vaccinium floribundum
  - Vaccinium ovatum Pursh (severozápad Severní Ameriky)
19. sekce Vaccinium
  - Vaccinium uliginosum L. (syn. V. occidentale) – vlochyně bahenní (sever Severní Ameriky a Eurasie)
  - Vaccinium gaultherioides Bigelow (syn. V. microphyllum) – vlochyně náholní
20. sekce Vitis–idaea
  - Vaccinium vitis–idaea L. – brusnice brusinka (sever Severní Ameriky a Eurasie)

## Hospodářská produkce

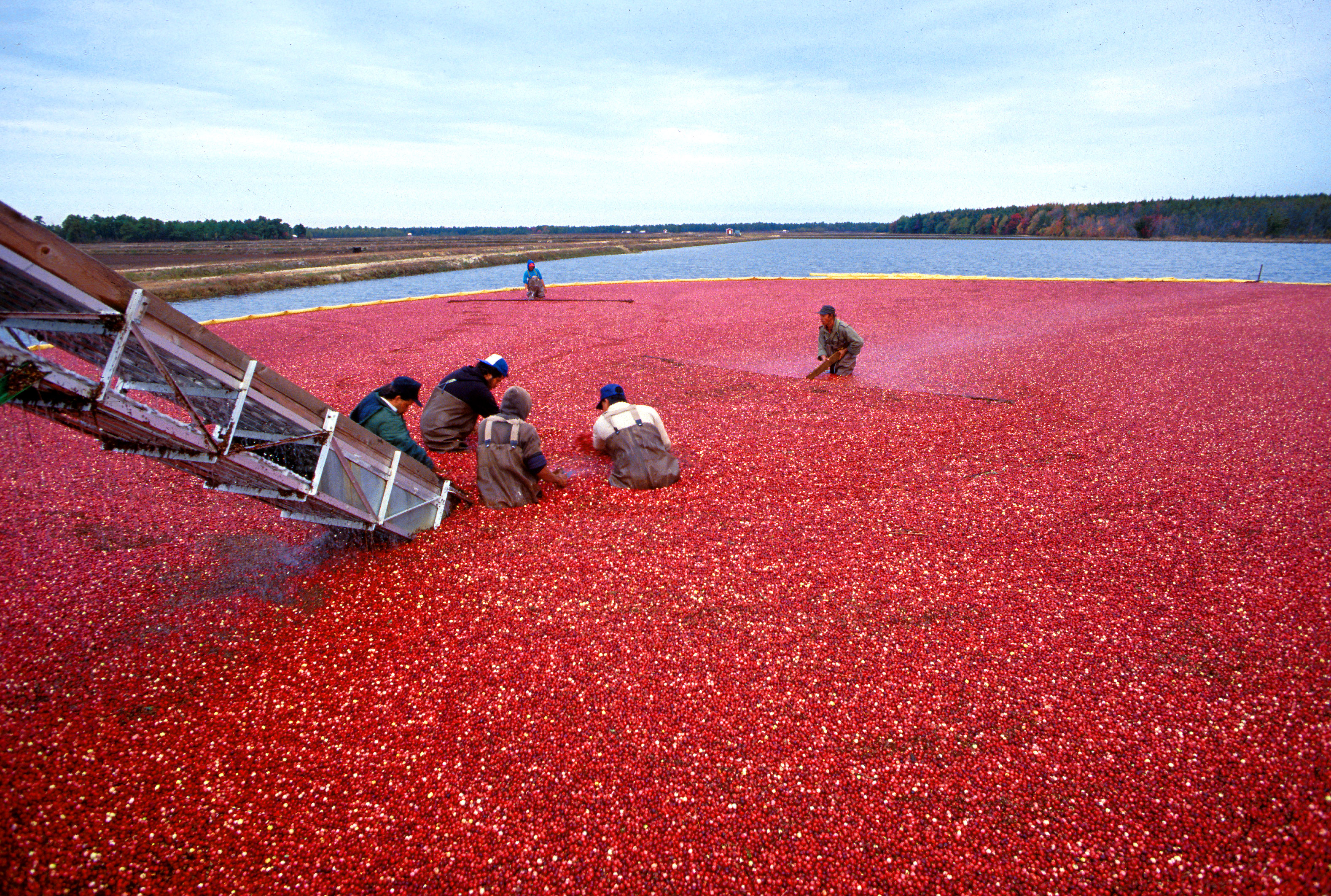
Sklizeň klikvy. New Jersey.(USA)

| Produkce v tunách v letech 2003 a 2004 FAOSTAT data (FAO) |         |       |         |       |
| USA                                                       | 280 503 | 80 %  | 270 000 | 78 %  |
| Kanada                                                    | 52 651  | 15 %  | 53 400  | 16 %  |
| Bělorusko                                                 | 8 000   | 2 %   | 10 000  | 3 %   |
| Litva                                                     | 8 000   | 2 %   | 8 000   | 2 %   |
| Ázerbájdžán                                               | 2 000   | 1 %   | 1 500   | 0 %   |
| Ukrajina                                                  | 1 000   | 0 %   | 1 000   | 0 %   |
| Tunis                                                     | 50      | 0 %   | 50      | 0 %   |
| Turecko                                                   | 50      | 0 %   | 50      | 0 %   |
| Celkem                                                    | 352 254 | 100 % | 344 000 | 100 % |

### Elektronické monografie
1. ↑  ZICHA, Ondrej. BioLib - Vaccinium (brusnice) [online]. 1999-2009 BioLib, 1999-2009, rev. 31.05.2009 [cit. 2009-05-31]. Dostupné online. přehled druhů na biolib.cz
2. ↑   Vaccinium [online]. (Flora of China). Dostupné online. (anglicky)
3. ↑   An individual instance of Vaccinium arboreum (farkleberry). bioimages.vanderbilt.edu [online]. [cit. 2021-02-20]. Dostupné online. (anglicky)
4. ↑   An individual instance of Vaccinium pallidum (Blue Ridge blueberry). bioimages.vanderbilt.edu [online]. [cit. 2021-02-20]. Dostupné online. (anglicky)
5. ↑   An individual instance of Vaccinium stamineum (deerberry). bioimages.vanderbilt.edu [online]. [cit. 2021-02-20]. Dostupné online. (anglicky)